# Vakovec létavý
Vakovec létavý (Petauroides volans) je vačnatec z čeledi possumovitých.
Žije jen v Austrálii. Jeho celková délka i s ocasem, který měří 45 až 60 cm, je zhruba 100 cm. Váží kolem 1 kg. Svůj dlouhý ocas používá ke kormidlování. Vakovci mají dvě barevné varianty, jednu černošedou až černou, druhá je velmi světle šedá, nebo dokonce mramorově krémově bílá. Má výborný zrak i sluch. Oči i uši jsou nasměrovány dopředu, což umožňuje binokulární vidění a přesný odhad vzdálenosti při skocích. I za naprosté tmy je schopen doplachtit až do vzdálenosti 100 metrů a zcela bez problémů přistát.
Vakovci žijí v párech. Pár vychovává jediné mládě. Celá rodinka žije pohromadě v dutinách stromů.